# Weermuur

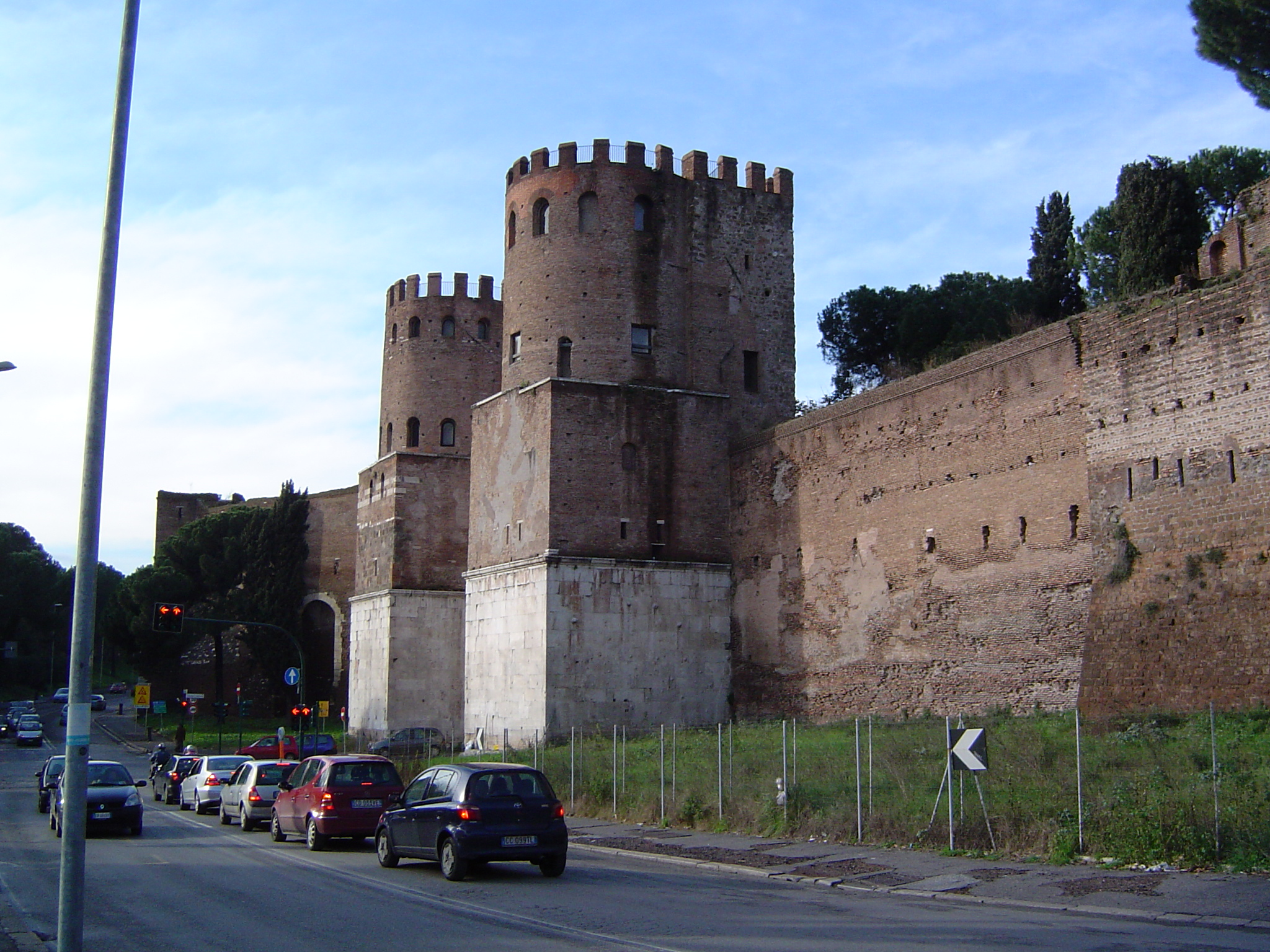
De Aureliaanse Muur in Rome waarin diverse bouwmaterialen zijn gebruikt.

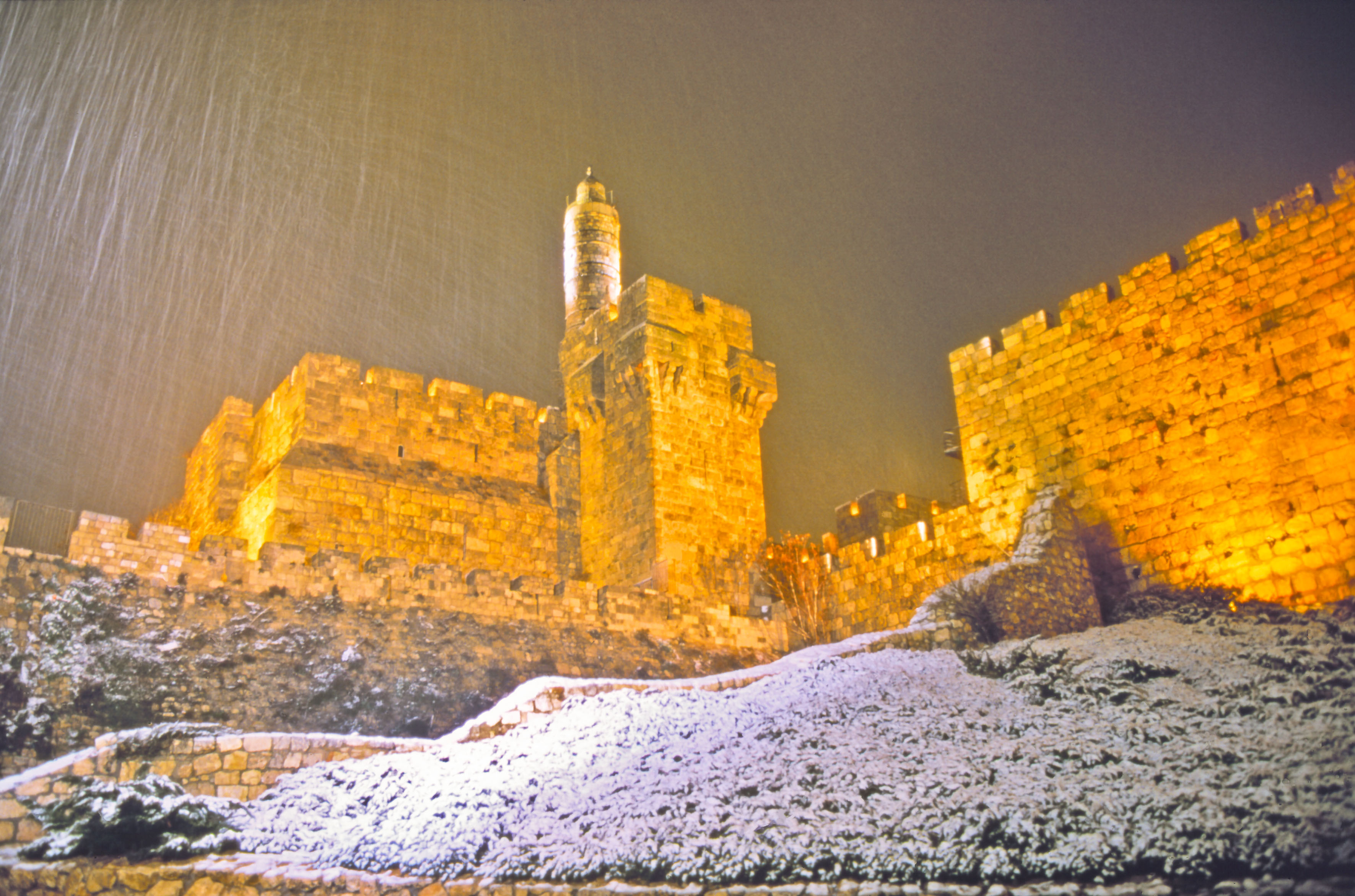
De muur van Jeruzalem tijdens een sneeuwstorm.

Een weermuur is een soort muur die bij verdedigingswerken zoals vestingen of kastelen is aangebracht.

## Materiaal
Het materiaal waarmee weermuren werden gebouwd, bestaat meestal uit regionaal voorkomende stenen. Zo wordt bijvoorbeeld in het Duitse Mittelrhein meestal basalt gebruikt, terwijl in het Ruhrgebied zandsteen veel voorkomt. In gebieden zonder natuursteen zoals in Nederland werd voornamelijk baksteen gebruikt. Verder waren veldstenen en puin veelal voorhanden en een goedkoop bouwmateriaal. Het gebruik van uitgehouwen rechthoekige stenen of blokken konden alleen de rijkere bouwheren zich veroorloven.

## Voorbeelden van muren in de vestingbouw
- Mantelmuur, een ringmuur van bijzondere hoogte
- Ringmuur, of omsluitingsmuur
- Schildmuur, de hoogste en dikste weermuur van een kasteel of burcht